# نادر مینوتی
نادر مینوتی (انگلیسی: Nadir Minotti؛ زادهٔ ۱۶ مهٔ ۱۹۹۲) بازیکن فوتبال اهل ایتالیا است.
از باشگاه‌هایی که در آن بازی کرده‌است می‌توان به باشگاه فوتبال فوجا، باشگاه فوتبال ویرتوس لانچانو، باشگاه فوتبال روبور سیه‌نا، باشگاه فوتبال کروتونه، باشگاه فوتبال آتالانتا، و باشگاه فوتبال کومو اشاره کرد.
وی همچنین در تیم‌های ملی فوتبال زیر ۱۹ سال ایتالیا و زیر ۲۰ سال ایتالیا بازی کرده‌است.